# 連元
連元，號八虞，山西潞州潞城縣（今山西省潞城市）人，明朝政治人物。同進士出身。

## 生平
崇禎六年癸酉科山西鄉試第十二名舉人，七年（1634年），联登甲戌科會試第一百二名，廷試三甲第一百五十九名進士，兵部觀政，八年授官山东临淄縣知縣，十一年調任直隶蠡县知县，十三年拾遺去職。十四年補益阳知县。著有《青生集》，《燕台草》。

## 家族
曾祖连科；祖父连懷；父连三才，廪生。